# Ближнє Натарово
Ближнє Натарово (рос. Ближнее Натарово) — присілок в Кіровському районі Калузької області Російської Федерації.
Населення становить 37 осіб. Входить до складу муніципального утворення Село Дуброво.

## Історія
Від 2004 року входить до складу муніципального утворення Село Дуброво.

## Населення
| 2002 | 2010 |
| ---- | ---- |
| 84   | ↘37  |